# Редіу-Галіан
Редіу-Галіан (рум. Rediu Galian) — село у повіті Васлуй в Румунії. Входить до складу комуни Кодеєшть.
Село розташоване на відстані 300 км на північний схід від Бухареста, 27 км на північ від Васлуя, 31 км на південь від Ясс.

## Населення
За даними перепису населення 2002 року у селі проживали 668 осіб, усі — румуни. Усі жителі села рідною мовою назвали румунську.